# Anette Kannenberg
Anette Kannenberg, Künstlername Nedde, (* 2. Mai 1974 in Berlin) ist eine deutsche Illustratorin und Schriftstellerin. Seit 2011 lebt und arbeitet sie auf Lanzarote.

## Leben und Werk
Ihre Kindheit und Jugend verbrachte Anette Kannenberg in Berlin, wo sie einige Jahre lang Germanistik auf Lehramt an der Technischen Universität Berlin studierte. In dieser Zeit baute sie ihre grafischen Fähigkeiten aus und verkaufte erste Illustrationen unter dem Künstlernamen Nedde. 1999 beendete sie das Studium und nutzte die Internetblase, um als Webdesignerin Fuß zu fassen; zwei Jahre später machte sie sich schließlich zusammen mit ihrem heutigen Ehemann und Programmierer selbstständig. In dieser Zeit entwickelte sie neben zahlreichen Websites und Printdesigns auch die Figur des Feuerwehrmanns Feurian, der seitdem auf zahlreichen deutschen und österreichischen Feuerwehrseiten zu finden ist.
2005 gestaltete sie mit der zweisprachigen Reihe "Krimis für Kids" aus dem Langenscheidt-Verlag erstmals Kinder- und Schulbücher. Sie erhielt weitere Aufträge von deutschen Verlagen und Firmen. Nebenbei begann sie mit dem Schreiben.
2014 erschien ihr erster Roman Das Mondmalheur unter ihrem Realnamen im Eigenverlag, 2015 folgte der zweite Teil Der Sterbeschlamassel.
Während Das Mondmalheur relativ eindeutig der Science Fiction angehört, ist die ursprünglich als Trilogie geplante Reihe insgesamt nicht in ein einziges Genre zu fassen, sondern besteht aus einer Mischung aus humoristischer Science Fiction, Esoterik und Gesellschaftskritik.

## Illustrierte Bücher und Werke
- Bücher (u. a.)
  - Krimis für Kids (2005–2012), Langenscheidt-Verlag, 30 Bände
  - Your Turn 1-4 (2007), Langenscheidt-Verlag
  - War of the Gangs (2012), Langenscheidt-Verlag, 4 Bände. Autorin: Dagmar Puchalla
  - Logisch! – Deutsch für Jugendliche A1, A2, B1 (2009–2012, Neuauflage 2017), Langenscheidt-Verlag
  - Profiwissen: Die Erde (Wieso? Weshalb? Warum?) (2013), Ravensburger Buchverlag
  - leicht & logisch – Lektüre für Jugendliche (2013), Klett-Langenscheidt, 8 Bände

- andere Werke (u. a.)
  - Feurian (2004), Sympathiefigur für die Feuerwehr
  - Vividrin-Apotheken-Werbung (2008), Bausch & Lomb
  - Stille Postkarten (Postkarten für das Stillen in der Öffentlichkeit), Lansinoh
  - Adios Amigos (2009), Pegasus Spiele
  - Kulissenwand Flughafen, Forscherzelte u.v.m. (2017), Ravensburger Spieleland

## Romane
- Das Dododilemma
  - Das Mondmalheur – Eigenverlag (2014) ISBN 978-1500176044
  - Der Sterbeschlamassel – Eigenverlag (2016) ISBN 978-1514262177

## Auszeichnungen
- Das Mondmalheur wurde 2015 als bester deutscher Debütroman für den Deutschen Phantastik Preis nominiert.